# Jabalpur
Jabalpur (hindi जबलपुर, Dźabalpur; hist. Jubbulpore) – miasto w środkowych Indiach, w stanie Madhya Pradesh, na wyżynie Dekan, w dolinie rzeki Narbada. W 2011 roku liczyło ok. 1,1 mln mieszkańców.
Duży węzeł kolejowy i drogowy a także ośrodek przemysłowy z fabryką broni, zakładami przemysłu spożywczego, bawełnianego, szklarskiego, cementowego. W mieście działa uniwersytet (od 1983 im. Rani Durgavati) i wyższa szkoła rolnicza. Na obrzeżach znajduje się lotnisko.
W XII wieku teren miasta znajdował się pod panowaniem Gondów; z tego okresu pochodzi jeden z zabytków miasta – zamek Madan Mahal. W XIV wieku Garha (obecnie w granicach Jabalpuru) była stolicą czterech gondyjskich królestw. W 1781 roku Jabalpur został siedzibą konfederacji Marathów, a następnie, pod władzą brytyjską, ustanowiono go stolicą regionu Saugor and Nerbudda Territories. W 1864 roku Jabalpur otrzymał prawa miejskie.

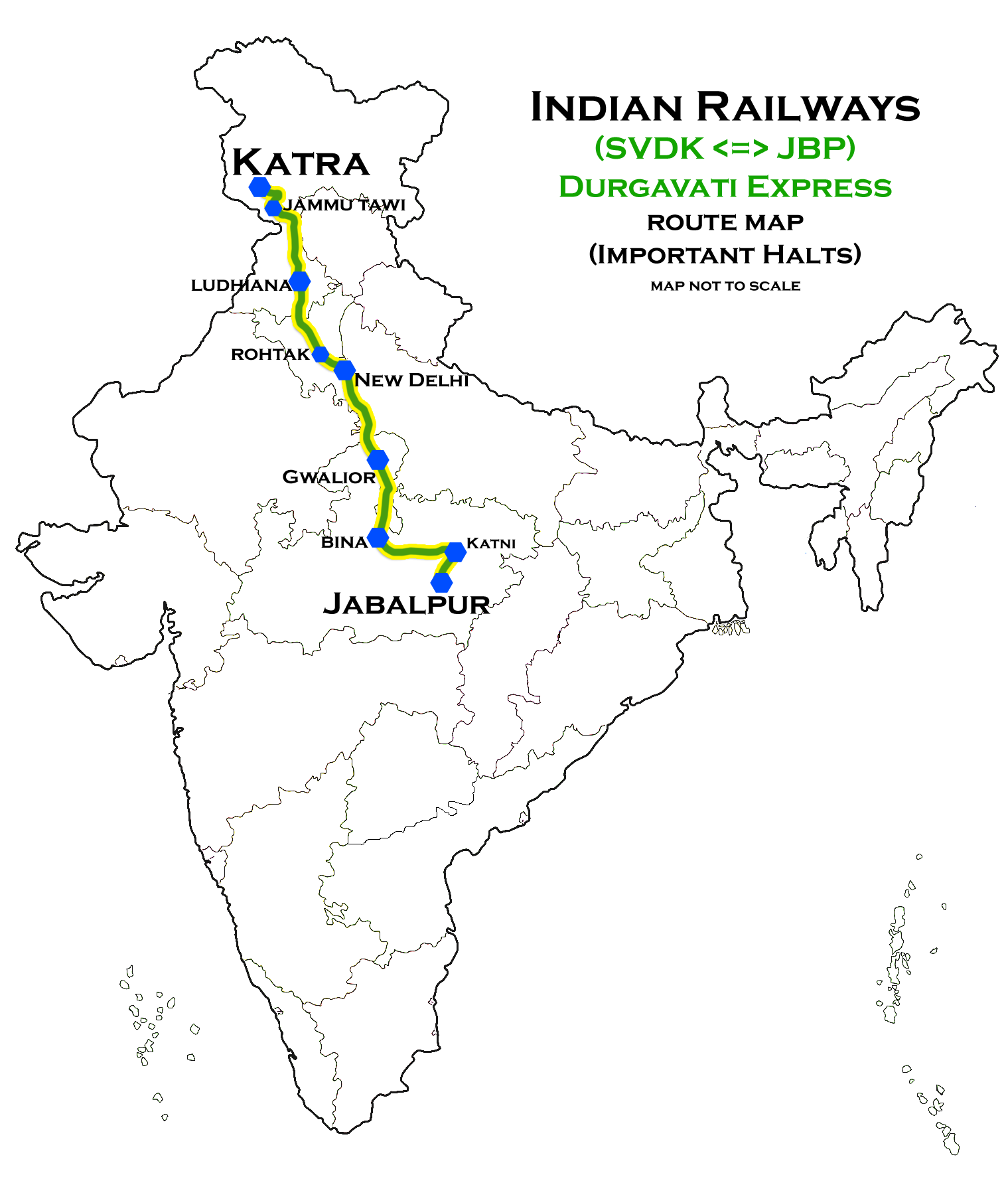
Trasa pociągu Durgavati Express

W mieście znajduje się pomnik Rani Durgavati. W XVI w. króla zbudowała tu fort, który nazwano Ranital. Między miastem a Jammutawi kursuje pociąg o nazwie Durgavati Express.